# KRT31
KRT31‏ (Keratin 31) هوَ بروتين يُشَفر بواسطة جين KRT31 في الإنسان.